# Mas Gratacòs
El Mas Gratacòs és un mas situat al municipi de Santa Llogaia d'Àlguema, a la comarca catalana de l'Alt Empordà.